# Сінга
Сінга (ест. Singa, виро Singa) — село в Естонії, входить до складу волості Миністе, повіту Вирумаа.